# 許可
許可（きょか）とは、行政法学上、本来誰でも享受できる個人の自由を、公共の福祉の観点から一旦禁止しておき、個別の申請に基づいて特定の場合に解除する行政行為である。禁止の解除であると言われる。
本来ならば個人が自由に保有していない特別の能力や権利を国が私人に対して与える行政行為は特許という。
許可したこと証明する書面を「許可書」・「許可証」などと呼ぶ。

## 概要
伝統的通説は、許可を法律行為的行政行為についての分類概念として理解するが、近時の有力説は、許可は法律効果の内容に着目した分類概念であるから、準法律行為的行政行為についての分類概念でもあるとしている。
許可された地位は、要件が設備等物的要件である場合は、相続の対象となる。
裁量により許可を拒むことが出来ないのが原則であり、出願が競合する場合は先に出願した者を優先する先願主義が執られる。
法人の設立では、公益法人制度改革以前の旧民法34条に基づく社団法人、財団法人の設立は、許可主義をとっており、設立には許可を必要とした。その場合の許可は、主務官庁の自由裁量行為であるとされていた。なお、改革以後は、一般社団法人、一般財団法人の設立は、準則主義に基づいて登記によって設立される。また、公益を目的とする法人である特定非営利活動法人は、認証によって設立される。

## 許可の例
- 自動車又は原動機付自転車の運転免許（道路交通法64条、84条1項参照）
- 建築士の免許
- 薬剤師の免許
- 飲食店営業
- 風俗営業

## 種類
- 警察許可
- 財政許可
- 統制許可
- 16ミリ映写機操作許可証
- 金属くず商許可証
- 古物市場主許可証
- 古物商許可証
- 産業廃棄物処理業許可（処分業及び収集運搬業）
- 取材許可証
- 鉄砲所持許可証
- 刀剣類所持許可証
- 猟銃・空気銃所持許可証